# クレティンガ
クレティンガ（リトアニア語: Kretinga）はリトアニアの西部にある都市。国内第3の都市クライペダの北25km、リゾート地パランガの東12kmに位置する。クレティンガ地区自治体の中心都市。

## 人口
- 1833年 - 01,317人
- 1865年 - 01,616人
- 1897年 - 03,418人
- 1906年 - 02,000人
- 1923年 - 02,532人
- 1939年 - 05,300人
- 1959年 - 09,690人
- 1966年 - 10,700人
- 1970年 - 13,091人
- 1974年 - 14,100人
- 1976年 - 15,100人
- 1979年 - 16,197人
- 1989年 - 19,516人
- 2001年 - 21,423人
- 2006年 - 21,421人